# 칠곡 시온글러브 화재
칠곡 시온글러브 화재 사고는 2005년 1월 8일 오전 6시 30분경 경상북도 칠곡군 가산면 학산리에 있던 면장갑 제조공장인 주식회사 시온글러브(대표 김원환)에서 누전으로 인해 발생한 화재로 4명이 숨지고 7명이 부상하였으며, 장갑공장 건물을 태워 소방서 추산 5억여원의 재산피해를 낸 화재 사고이다.

## 시온글러브
1992년 설립된 시온글러브는 다양한 종류의 산업용 장갑을 생산하던 장갑 전문 제조업체로, 연간 매출액 70억원에 2004년 말 500만 달러 수출탑을 받았던 탄탄한 중소기업이었다. 1998년 3월 3명의 지적장애인 채용을 시작으로 당시 전 직원 217명 가운데 80명이 장애인들로 구성, 대한민국 최고의 장애인 고용 우수회사로 손꼽혀 왔다. 타 지역 출신 장애인들을 위하여 회사 내에 장애인 기숙사를 설치, 30명의 지적장애인이 기숙사에서 생활하면서 장갑 생산에 종사하였다.

## 개요
공장 건물 1층의 변압기 쪽에서 폭발음과 함께 불길이 치솟았다. 불은 공장 건물에서 기숙사로 옮겨 붙어 기숙사 안에서 잠자던 장애인 노동자 14명 중 유윤성(당시 29세) 등 4명이 숨지고 나머지 10명은 대피하여 목숨을 건졌으나 이들 중 김아무개(당시 34세) 등 6명은 대피 과정에서 부상을 입어 영남대학교 병원과 칠곡 가톨릭 병원으로 옮겨져 치료를 받았다. 불은 2층짜리 공장 건물 내부 3천900여m²와 기계, 주차된 차량 등을 태워 소방서 추산 5억여원의 재산피해를 낸 뒤 1시간 30여분만인 오전 8시경 진화되었다.

## 사고 여파
이 사고 이후 해당 지역의 시민단체인 대구장애인연맹은 이 사고와 관련, 성명을 내고 장애인의 노동여건 개선을 촉구했으며, 대구장애인연맹과 우리복지시민연합 등은 진상조사단을 구성하고 화재 원인과 안전시설 설치 여부, 노동 및 생활 여건, 한국장애인고용촉진공단의 지원 및 사후관리의 적절성 여부에 대한 조사에 착수하였다. 사고 업체인 시온글러브는 매년 장애인 고용을 늘리면서 인명사고에 대비해 수 차례 생명보험 가입을 추진해 왔으나 대한민국 보험사들의 약관에 묶여 보험 가입을 하지 못해 보상에 난항을 겪었다.
사고 이후 회사 측은 유족들에게 산재보상금 6,100만원을 제외하고 별도로 위로금과 장례비를 포함하여 3,200만원을 지급한다는 조건으로 피해보상에 합의했으며, 시온글러브 화재참사 진상조사단은 2월 3일 발표한 보고서를 통해 "시온글러브가 10배나 되는 수출 성장세를 보였던 시기가 장애인 노동자들을 대거 고용한 시점과 정확하게 일치해 장애인 노동자들이 성장의 핵심 동력이라고 볼 수 있으며, 국가는 장애인을 고용한 대가로 지금까지 회사 측에 30억 원에 달하는 자금을 지원했으나 정작 장애인들의 노동여건과 생활여건은 매우 열악했다"고 밝히고, 한국장애인고용촉진공단 대구지사와 칠곡경찰서 등을 수 차례 항의방문, 정확한 수사 등을 촉구했다.
이 사고를 계기로 대한민국 금융감독원은 '장애인 보험가입 차별해소를 위한 제도 개선 태스크포스'를 마련하고, 보험업계와 함께 장애인 단체상해 및 시설종합보험 개발을 추진, 2005년 10월 중순부터 장애인 단체 상해보험과 시설종합보험이 대한민국에 첫 선을 보이게 되었다.

## 화재 이후 시온글러브
화재 이후 시온글러브는 2005년 5월 본사를 대구광역시 성서산업단지로 옮기고 재기에 나섰으나, 은행부채가 65억원에 이르는 등 계속되는 경영난을 이기지 못하고 2005년 8월 3일 최종 부도처리되었다.